# Deux témoins

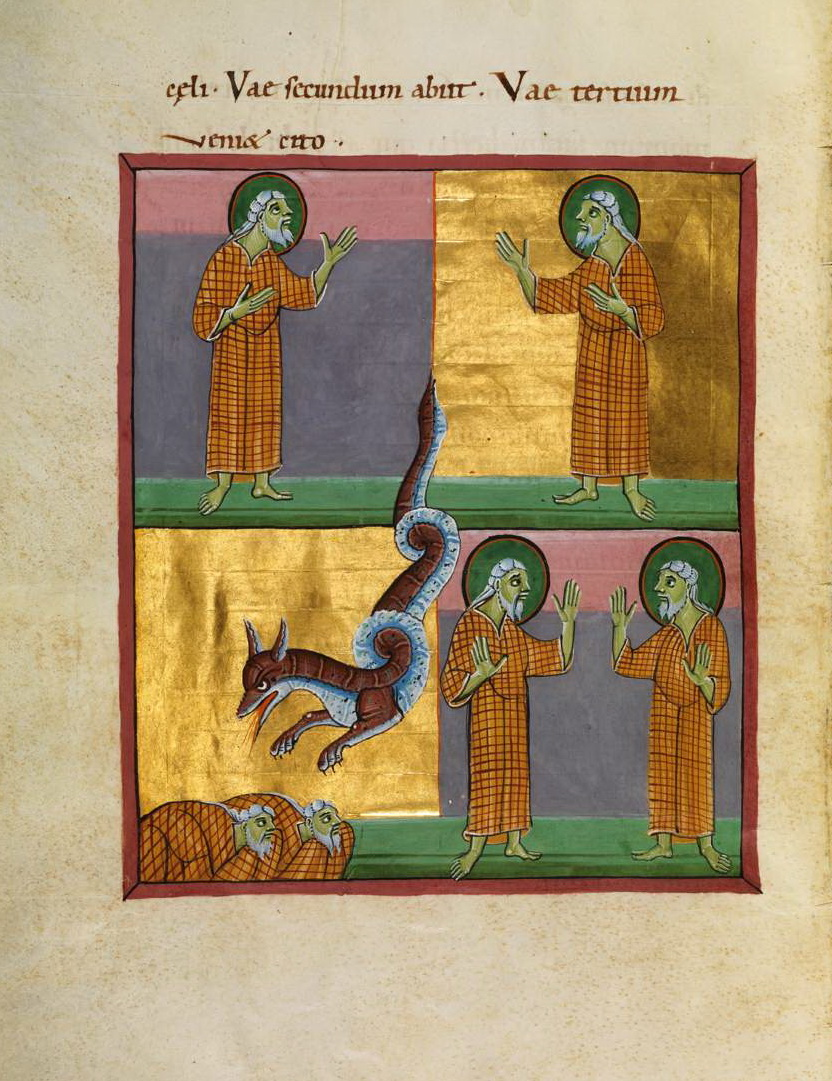
Les deux témoins, illustration de l'Apocalypse de Bamberg, une enluminure du XIe siècle.

Dans l'Apocalypse, les deux témoins (grec ancien : δύο μαρτύρων) sont deux prophètes mentionnés dans Apocalypse 11:1-14.
Les analyses théologiques chrétiennes les considèrent tour à tour comme deux personnes, deux groupes de personnes ou simplement deux concepts. Certains considèrent qu'il s'agit d'Hénoch et d'Élie, comme dans l'Évangile de Nicodème, dans la mesure où ce sont les seuls qui n'ont pas connu la mort, laquelle devrait nécessairement s'abattre sur tous les Hommes. D'autres croient qu'il s'agit de Moïse et d'Élie car ils sont apparus lors de la Transfiguration, ou simplement parce qu'Hénoch n'était pas un descendant d'Abraham. Élie a le pouvoir de sceller les cieux, tandis que Moïse a celui de transformer l'eau en sang.

Les Saints des derniers jours croient que cet évènement se déroulera avant la Parousie.

« On me donna un roseau semblable à une verge, en disant : Lève-toi, et mesure le temple de Dieu, l’autel, et ceux qui y adorent.
Mais le parvis extérieur du temple, laisse-le en dehors, et ne le mesure pas ; car il a été donné aux nations, et elles fouleront aux pieds la ville sainte pendant quarante-deux mois.
Je donnerai à mes deux témoins le pouvoir de prophétiser, revêtus de sacs, pendant mille deux cent soixante jours.
Ce sont les deux oliviers et les deux chandeliers qui se tiennent devant le Seigneur de la terre.
Si quelqu’un veut leur faire du mal, du feu sort de leur bouche et dévore leurs ennemis ; et si quelqu’un veut leur faire du mal, il faut qu’il soit tué de cette manière.
Ils ont le pouvoir de fermer le ciel, afin qu’il ne tombe point de pluie pendant les jours de leur prophétie ; et ils ont le pouvoir de changer les eaux en sang, et de frapper la terre de toute espèce de plaie, chaque fois qu’ils le voudront.
Quand ils auront achevé leur témoignage, la bête qui monte de l’abîme leur fera la guerre, les vaincra, et les tuera.
Et leurs cadavres seront sur la place de la grande ville, qui est appelée, dans un sens spirituel, Sodome et Égypte, là même où leur Seigneur a été crucifié.
Des hommes d’entre les peuples, les tribus, les langues, et les nations, verront leurs cadavres pendant trois jours et demi, et ils ne permettront pas que leurs cadavres soient mis dans un sépulcre.
Et à cause d’eux les habitants de la terre se réjouiront et seront dans l’allégresse, et ils s’enverront des présents les uns aux autres, parce que ces deux prophètes ont tourmenté les habitants de la terre.
Après les trois jours et demi, un esprit de vie, venant de Dieu, entra en eux, et ils se tinrent sur leurs pieds ; et une grande crainte s’empara de ceux qui les voyaient.
Et ils entendirent du ciel une voix qui leur disait : Montez ici ! 
Et ils montèrent au ciel dans la nuée ; et leurs ennemis les virent.
À cette heure-là, il y eut un grand tremblement de terre, et la dixième partie de la ville, tomba ; sept mille hommes furent tués dans ce tremblement de terre, et les autres furent effrayés et donnèrent gloire au Dieu du ciel.
Le second malheur est passé. Voici, le troisième malheur vient bientôt. »

— Jean de Patmos, Bible Segond, Apocalypse 11:1-14

## Analyse textuelle

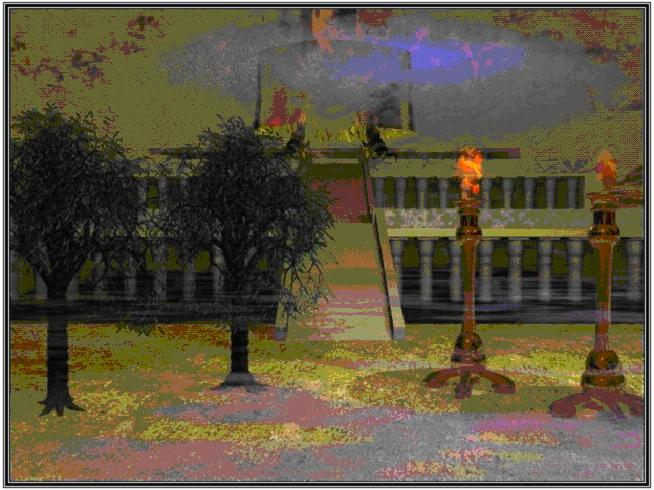
« Ce sont les deux oliviers et les deux chandeliers qui se tiennent devant le Seigneur de la terre »Apocalypse 11:4

Selon le texte, les deux témoins sont les « deux oliviers et les deux chandeliers » qui ont le pouvoir de détruire leurs ennemis, contrôler le temps et provoquer les maladies. Selon les analyses, cette description peut être perçue comme littérale, symbolique ou allégorique.

## Exégèse
Les analystes qui s'en tiennent à l'eschatologie pré-millénium considèrent généralement les deux témoins soit comme :
1. des individus qui se manifestent sous une forme réincarnée ou dans l'esprit de prophètes bibliques, ou simplement des êtres humains nouvellement venus sur Terre
2. une organisation venue défendre soit l'Église, Israël, ou les deux, soit les Gentils croyants en Jésus et les Juifs[réf. nécessaire]
3. un symbole ou une allégorie de concepts bibliques (comme par exemple, l'Ancien et le Nouveau Testament, la Loi et les Prophètes[8], la Miséricorde et la Grâce...)

L'analyste littéral livre généralement une interprétation dispensationaliste ou littéral selon laquelle les deux témoins sont effectivement deux être humains qui apparaîtront dans les derniers jours,.
Des théologiens modernes, tels que John Walvoord (en), ont approfondi cette interprétation en comparant les "deux chandeliers" et les "deux oliviers" d'Apocalypse 11 aux deux conduits d'or et aux deux rameaux d'olivier évoqués dans Zacharie 4. Par identification des deux conduits et des deux rameaux à "deux oints", cela renforce en effet l'analyse littérale selon laquelle les deux témoins sont bien deux individus. La personnification des deux témoins dans Apocalypse est tellement prédominante que, selon le théologien, William Barclay (théologien) (en), le passage semble bien faire référence à deux personnes. Walvoord précise par ailleurs que, l'Apocaplypse n'identifiant pas spécifiquement les témoins, il serait plus sûr de conclure qu'il n'ont aucun rapport avec des personnages historiques précédents.

### Comme individus
Certains avancent que Moïse pourrait être l'un des témoins, du fait de sa capacité à transformer l'eau en sang et de répandre la maladie. Il est également possible que l'un de ces témoins soit Élie le prophète selon une interprétation de Malachie 4:5-6. Un autre candidat pourraît également être l'apôtre Jean. 

### Comme symboles de l'Église
Les deux témoins ont également été interprétés comme des représentations de l'Église ou d'un concept similaire. La Geneva Bible de 1599 affirme ainsi que l'allégorie des deux témoins relève de l'Église. De plus, le Commentaire complet de la Bible entière interprète l'Église comme celle des juifs croyants et des gentils. John Wesley, quant à lui, suggère dans son commentaire sur Apocalypse 11, une explication plus spirituelle. L'Exposé sur la Bible de John Gill interprète les deux témoins de la vraie Église, en opposition avec le « système antéchrist » du catholicisme romain.
De manière similaire, les deux témoins sont identifiés à Israël et l'Église chrétienne. Le second est par ailleurs associé à l'oint d'Israël envoyé aux nations gentils évoqué dans la prophétie des 70 semaines. Les oliviers représentent Israël. Les témoins de l'Église sont quant à eux représentés par les deux chandeliers. Ceci rejoint l'idée, évoquée dans Apocalypse aux chapitres 2 et 3 (notamment Ap 2,1), que les septs chandeliers sont les « églises ».
Il a aussi été proposé que les temoins soient des symboles de l'évangélisation, car Jésus envoie ses disciples deux par deux. Les deux témoins sont le vrai témoin prophétique de l'Apocalypse (l'Église), en opposition au faux témoin prophétique, qui a deux cornes comme un agneau (voir Ap 13,11 ; Ap 16,13 ; Ap 19,20 ; Ap 20,10).

### Autres points de vue
L'Église de Jésus-Christ des saints des derniers jours croit que les deux témoins seront deux prophètes suscités aux Juifs dans la nation moderne d'Israël,, possiblement deux membres du Collège des douze apôtres ou de la Première Présidence, qui sont considérés comme des prophètes par cette Église. Ces deux prophètes représenteraient à la fois les anciens royaumes du Nord et du Sud d'Israël (les deux oliviers), et seraient membres des tribus de Juda et de Joseph (les deux chandeliers). Certains membres ont suggéré que le martyre de Joseph Smith et son frère Hyrum Smith (patriarche et assistant du Président de 1841 à 1844) est un prototype de celui des deux témoins envoyés à Jérusalem et tués pour leur témoignage.
Dans l'interprétation traditionnelle de l'Église adventiste du septième jour, comme on peut la trouver chez Uriah Smith et Ellen White, les deux témoins sont l'Ancien et le Nouveau Testament,,. Ils croient que l'époque de la Révolution française est celle à laquelle les deux témoins ont été tués. D'autres historicistes considèrent aussi les deux témoins de cette manière,.
Le Bahaïsme identifie les deux témoins à Mahomet, le fondateur de l'Islam, et Ali ibn Abi Talib, fils d'Abû Tâlib. Mahomet est ainsi considéré comme la racine et Ali la branche, tels Moïse et Josué. Il considère que  l'expression revêtus de sacs signifie qu'ils ont d'abord semblé être sans conséquences ni nouvelle révélation, car les principes spirituels de l'Islam sont proches de ceux du Christianisme et du Judaïsme. Ils identifient la bête aux Omeyyades, qui engagèrent une guerre spirituelle contre Mahomet. Les 1260 jours représentent par ailleurs les 1260 premières années lunaires du calendrier hégirien, correspondant à l'année grégorienne 1844, date à laquelle le millérisme prédit le retour du Christ. Le bahaïsme reconnait 1844 comme l'année de la déclaration de Bāb, portant un message de Dieu proclamant la venue de Baha'u'llah, le prophète-fondateur du bahaïsme et promettant le retour du Christ,.
Marshall Applewhite et Bonnie Nettles (Do et Ti), les dirigeants de la religion ufologique sectaire Heaven's Gate, prétendirent être les deux témoins dans les années 1970. Selon leur interprétation, ils seraient tués puis ressuscités avant de monter au paradis dans un vaisseau spatial. Ils ont finalement désigné leur « assassinat » comme un symbole plutôt qu'une vraie mort, en raison des moqueries qu'ils subissaient de la part des médias.

## Dans la culture populaire
Les deux témoins jouent un rôle central dans la série télévisée dramatique et surnaturelle Sleepy Hollow. Le premier témoin est Ichabod Crane, un soldat de la Guerre révolutionnaire qui, après avoir combattu le cavalier de la mort (qu'il décapite), se réveille à Sleepy Hollow en 2013. Le second témoin est le Lieutenant Abbie Mills, une femme contemporaine de la police qui aide Crane à s'adapter au XXIe siècle et l'aide à combattre les forces démoniaques. Les deux témoins doivent faire face aux Sept Tribulations (quoique les autres personnages remarquent qu'il n'est requis des Témoins que de témoigner des évènements en question, pas d'y participer eux-mêmes).
Dans la franchise Les Survivants de l'Apocalypse, la prophétie des deux témoins prend place au Mur des Lamentations à Jérusalem. On découvre plus tard qu'ils sont en réalité Moïse et Élie, et sont tués par l'Antéchrist Nicholae Carpathia.